# Ace Combat
Ace Combat (エースコンバット Ēsu Konbatto), còn được biết với tên Air Combat khi phát hành ra thị trường quốc tế, là một trò chơi điện tử thuộc thể loại hành động mô phỏng máy bay bán thực tế do hãng Namco phát triển vào năm 1992 và phát hành vào năm 1993 dành cho hệ máy arcade Namco System 21 "Polygonizer" và phát hành vào năm 1995 dành cho hệ máy video game console của nước nhà là PlayStation. Tương tự như trò Ridge Racer, tựa game này chính là tiền thân của dòng game Ace Combat trên PlayStation; tất cả các phiên bản tiếp theo sẽ dùng cái tên gọi chính thức là Ace Combat. Trò chơi chủ yếu đề cập tới những cỗ chiến đấu cơ và có ba cấp độ chơi gồm Cadet, Captain và Ace. Bản thân Ace Combat đã có một phần tiếp theo chỉ dành cho arcade với tên gọi Ace Combat 22, bây giờ đang chạy trên System 22.

## Cốt truyện
Một đội quân khủng bố bắt đầu một cuộc nổi dậy và gây ra thiệt hại lớn trên một đất nước vô danh. Những nỗ lực để đánh bại những kẻ khủng bố thông qua phương tiện thông thường đều thất bại và tình hình trở nên tuyệt vọng; phản ứng lại, một lực lượng không quân đánh thuê được chính phủ nước này tập hợp để đi chiến đấu với kẻ thù và giải phóng đất nước khỏi các lực lượng khủng bố. Mặc dù chưa được sự công nhận chính thức, trò chơi được coi là khá hào phóng khi lấy bối cảnh dưới sự bảo hộ xứ Yuktobania nhỏ bé là nước Cộng hòa Kaluga, trong thế giới Strangereal của Ace Combat.

## Lối chơi
Ace Combat là chủ yếu được coi là một game máy bay mang "phong cách arcade" do cơ chế vật lý bán thực tế của nó và kỳ thực là nhiều loại máy bay có thể mang tới 65 tên lửa, một điều không thể có trong những loại máy bay ngoài đời thực. Mục tiêu của trò chơi là người chơi phải tiêu diệt các mục tiêu địch rải rác khắp những màn khác nhau và kiếm được tiền (tiền thưởng thêm có thể kiếm được bằng cách tiêu diệt các đối tượng không phải là mục tiêu, kẻ thù không bắt buộc) để mua thêm những chiếc máy bay bổ sung vào bộ sưu tập của mình. Trong các phiên bản arcade, người chơi mô phỏng đúng một loại máy bay F-16 mang tính độc quyền, nhưng trong phiên bản PlayStation, người chơi còn có thể lựa chọn đủ các loại máy bay khác nhau trong game từ những chiếc F-4 Phantom đến Su-27 Flanker và thậm chí là cả loại máy bay tàng hình F-117 Nighthawk, dù được sơn theo một phông màu "Phượng hoàng" đặc biệt. Sau đó khi bước chân vào game, người chơi có thể chọn lựa một đồng đội đi theo mình trong suốt một nhiệm vụ và "chỉ dẫn" họ thực hiện một trong ba hành động khác nhau.

## Đón nhận
Ace Combat nhận được sự đánh giá pha tạp đến tích cực. IGN mô tả các yếu tố lối chơi như "đá rắn", mặc dù lưu ý về lỗi đồ họa của nó, nói rằng "những hình ảnh lập lòe và màu sắc nhạt nhẽo chẳng đủ sức để giới thiệu sức mạnh đồ họa của PlayStation". Ace Combat đã được Electronic Gaming Monthly trao giải tựa game mô phỏng máy bay xuất sắc nhất (Best Flight Sim) năm 1995.